# Юда бен Таббай
Юда бен Таббай (івр. יהודה בן טבאי Йехуда бен Таббай ) — фарисейський учений періоду перед династією Синедріону. Один з "Пар" (зугот) єврейських лідерів, які жили в І столітті до н.е.
Деякі письменники середньовіччя Юду бен Таббая асоціювали з тим, що пізніше стало називатися караїмським юдаїзмом.

## Av beit din Синедріону
Щоб уникнути переслідування фарисеїв Александром Яннеєм, Юда бен Таббай, який уже був видатним фарисейським ученим, втік до Александрії. Після смерті Яннея в 76 р. до н. е. Саломея Александра стала царицею Юдеї. Фарисеї тепер стали не лише толерантною частиною громади, але фактично панівним класом. Саломея Александра призначила первосвященником свого старшого сина Гіркана II, людину, яка повністю підтримувала фарисеїв і Синедріон, був реорганізований відповідно до їхніх побажань.
В рамках реорганізації Саломея призначила свого брата Симеона бен Шетаха князем (насі) Синедріону. Симеон бен Шетах написав улесливий лист до Юди бен Таббая, який все ще знаходився в Александрії, із запрошенням повернутися до Єрусалиму, щоб стати Ав Бейт Діном Синедріону.

## Протистояння садукеям
Згідно з Торою, якщо свідок неправдиво свідчить у суді проти обвинуваченого, покарання за фальшивого свідка буде таким же, як покарання для обвинуваченого, якби він був засуджений (Повторення Закону 19: 16-21). Згідно з Талмудом садукеї вважали, що фальшивий свідок карається лише в тому випадку, якщо підсудний вже був покараний. Однак, на думку фарисеїв, фальшивий свідок міг бути покараний, навіть якщо підсудний ніколи не був покараний.
Оскільки Юда бен Таббай виступив проти садукеїв, у конкретній великій справі, в якій свідчив фальшивий свідок, він наказав стратити фальшивого свідка, хоча обвинувачений не був покараний. Згідно з Талмудом, це було неправильно, оскільки за фарисейськими правилами фальшивий свідок міг бути покараний лише за умови наявності двох або більше брехливих свідків, і в цьому конкретному випадку лише один зі свідків вважався фальшивим свідком. Зрозумівши цю помилку, Юда провів час біля могили фальшивого свідка, якого наказав стратити, плакав і просив прощення.

## Асоціація з караїмським юдаїзмом
На думку середньовічних вчених,  таких як Юда Халеві, Мойсей бен Ілля Башязі  та Соломоа Джедідія бен Аарон Юда бен Таббай був засновником караїмського юдаїзму. Оскільки Александр Янней переслідував фарисеїв, а пізніше Саломея Александра вислала садукеїв, як тільки Симеон бен Шетах почав відновлювати Синедріон, контроль над його силою був незначним. В рамках симеонової реорганізації Синедріону він запровадив нові досі невідомі закони, які, як він стверджував, походять від Мойсея. Ці нові закони стали називатися Усною Торою. Юда бен Таббай, навпаки, продовжував застосовувати лише Письмову Тору, писаний закон, який був відомий з давніх часів. Таким чином, Симеон та його послідовники стали засновниками равіністичного юдаїзму, тобто юдаїзму, заснованого на новій Устній Торі, тоді як Юда та його послідовники, а також усі фарисеї, які продовжували слідувати лише Писаній Торі, стали засновниками караїмського юдаїзму. Цей розкол відбувся приблизно в 57 р. до н. е.

## Студенти
Серед учнів Юди бен Таббая були наступні зуготи, Шмая та Абталіон.

## Приказки
У « Піркей Авот» цитується Джуда бен Таббай:
|  | Не виступайте радником серед суддів. Коли учасники судового процесу будуть перед вами, сприймайте їх як злочинців. А коли учасники судового процесу відійдуть, вважайте їх невинними, чи мали вони прийняти це рішення. - Піркей Авот 1:8. |